# Anders Nunstedt
Anders Ulf Torsten Nunstedt, född 25 februari 1970 i Lund, död 16 juni 2021 i Adolf Fredriks distrikt i Stockholm, var en svensk musikjournalist. Han var musikredaktör på Expressen 2001–2021. Han fick där smeknamnet "Pappa Pop".
Han växte upp i Skövde, där fadern var präst; modern var lärare. Hans bror Per Nunstedt är sportchef på NENT Group och tidigare medarbetare på TV4.
Anders Nunstedt inledde sin karriär på Skövde Nyheter och Värnpliktsnytt och arbetade därefter på  Café och Expressen. År 1990 blev han, som 20-åring, nöjesreporter på Expressen. På Expressen träffade han sin blivande maka, Carina Nunstedt. De, och Linda Skugge, startade Expressen Fredag. Han var även med att starta Expressens sportbilaga. 
Nunstedt översatte även boken Otämjbar av Glennon Doyle till svenska.
Nunstedt avled efter en längre tids sjukdom i cancer den 16 juni 2021.